# نیکلاس لمن
نیکلاس لَمن (به انگلیسی: Nicholas Lemann) روزنامه‌نگار، نویسنده، متخصص رسانه‌ها و استاد ارشد دانشگاه کلمبیا در نیویورک می‌باشد. وی از دبیران سابق روزنامه معتبر واشینگتن پست است.

## زندگی‌نامه
نیکلاس لَمن متولد شهر نیواورلئان است. وی در یک خانواده یهودی آلمانی‌الاصل متولد شده و از دانش‌آموختگان دانشگاه هاروارد می‌باشد.